# Гай Корнелий Цетег (сенатор)
Вижте пояснителната страница за други личности с името Гай Корнелий Цетег.
Гай Корнелий Цетег (на латински: Gaius Cornelius Cethegus; † 5 декември 63 пр.н.е., Рим) e сенатор и участник в Катилинския заговор.
Произлиза от клон Цетег на фамилията Корнелии. Син е на сенатора Публий Корнелий Цетег и има брат.
Работи още като млад заедно с Луций Сергий Катилина. Когато Катилина след първата реч на Цицерон напуска Рим, той остава в града със задачата да го убие. Понеже неговият шеф Лентул не действа, заговорниците са заловени. В дома на Цетег намират мечове и ножове. Това и писмото, което дал на вожда на алоброгите са индиции в процеса, че е заговорник. Цетег и други заговорници са осъдени на смърт на 5 декември 63 пр.н.е. и екзекутирани.